# Omaña
Der Río Omaña ist einer der beiden Quellflüsse des Río Órbigo in der spanischen Provinz León.

## Verlauf
Der Río Omaña entspringt – je nach Regenwassermengen in einer Höhe von ca. 1500 bis 1900 Metern ü. d. M. – auf dem Gebiet der Gemeinde Murias de Paredes und fließt hauptsächlich in östliche und südöstliche Richtungen; etwa zwei Kilometer nördlich des Ortes Llamas de la Ribera entsteht aus seinem Zusammenfluss mit dem Río Luna der Río Órbigo.

## Orte am Fluss
- Murias de Paredes
- Las Omañas

## Nebenflüsse
- Río Ceide
- Río Omañon
- Río Salce
- Río Valdesamario
- Río Vallegordo
- Río Villabandin

## Sehenswürdigkeiten
Vor allem der Oberlauf des Flusses ist landschaftlich durchaus reizvoll; die Gemeinden und Dörfer an seinen Ufern bieten Ferienwohnungen (casas rurales) zur Vermietung an.